# Кейцы
Кейцы или Танебар — эвав («народ эвав») — одни из множества народностей, проживающие на островах Кай в море Банда, которые являются территорией нынешней Индонезии. Кейцы относятся к амбоно-тиморским народам, и их численность приблизительно составляет 180 тыс. человек, а их язык называется кейским.

## Группы
Кейцы имеют немало близкородственных субэтнических групп, таких как ур и антебар, а также танимбарцы. Также стоит отметить, что курцы и банданцы тоже являются родственными с кейцами .

## Религия
Народность кейцев поддерживает разные вероисповедания: одна часть кейцев является мусульманами-суннитами, другая же исповедует католическое и протестантско-реформаторское христианство. Традиционная вера кейцев сводилась к культу предков и политеизму.

## Расселение
С древности народы кейцев старались строить свои жилища на вершинах холмов, так как в такой местности было проще устанавливать каркасно-столбовые дома, которые являются типичными для традиционных кейцев. Нынешние поколения кейцев возводят свои поселения преимущественно на побережьях и предпочитают строить обычные дома.
Такой же вид расселения наблюдается на протяжении всего Кейского архипелага, но с некоторыми локальными изменениями. Вот к примеру три из многих:
- Общество танебар-эвав состоит из некоторого числа «домов», которые мы можем рассматривать в качестве социальной ячейки кейцев. Тем не менее многие деревни в других частях Кейских островов состоят лишь из так называемых «домов», дом и деревня в таком случае идентичны[2].
- Все жители деревень танебар-эвав знать, однако в северной части архипелага имеется три социальных слоя в каждом сообществе: знать, слуги знати (часто называемые рабами или вассалами) и простолюдины[2].
- Можно сказать, что общество танебар-эвав организовано вокруг ежегодного просяного ритуала культивации, который является наиболее важным в их общественной жизни[3].

## Деятельность
Традиционным видом работ кейцев признано считать ручное земледелие, а также лесные и морские промыслы и рыболовство. В настоящее время большинство кейцев служат на благо Индонезии в непроизводственных сферах деятельности, являясь служителями культа или административного аппарата, а также армии .
Немаловажным занятием для кейцев всегда являлась охота на черепах. В светлые ночи, когда берег залит светом Луны сельский житель, как правило один, ложится в ожидание черепахи, выплывающей из моря и выкапывающей яму в песке, чтобы закопать свои яйца. Когда яйца закопаны, черепаха ложится на них и находится в состояние ожидания. Мужчина наблюдает молча в стороне, и когда черепаха перестает двигаться, он тихо приближается и мгновенно переворачивает её на спину. Черепаха в ловушке. На островах Танебар-эвав черепашьи яйца обычно закапываются на южных и западных пляжах, на достаточном расстояние от деревень, расположенных на северном побережье. До тех пор, пока не запретили транспортировать черепаху, если она не зарезана или не использована для жертвоприношения, она перевозилась по берегу на каноэ до деревни, где на ритуальном месте она должна быть разделана (Barraud 1990 : 35-36) .

## Внешний вид
В древние времена одежда кейцев состояла лишь из набедренной повязки, однако в нынешний период времени одежда кейцев отличается в зависимости от их вероисповедания. Так, христиане должны носить амбонские одежды, а мусульмане — малайские.

## Организация
Также необходимо отметить, что организованы умаг Эвав по средству сельских общин или охой, которые, состоят в «союзе пяти» и «союзе девяти», что характерно для амбоно-тиморских народов.

## Интересные факты
Кейцы и Танимбарцы очень схожи во многих аспектах. На одном и том же языке разговаривают по всему Кейскому архипелагу. Архипелаг состоит из островов Кей Бесар, Кей Кецил и других. На этом же языке говорят на трёх самых северных Танимбарских островах, которые расположены в 120 километрах к югу от Кейских островов. Также можно утверждать, что основные мифы и тех, и других народов крайне похожи, а также их взгляды о мире усопших
(Howes 1988 : 89-93) .